# Долгий Мох (Ярославская область)
Долгий Мох — посёлок Каменниковского сельского поселения Рыбинского района Ярославской области.

## География
Посёлок расположен к северу от города Рыбинска, в окружении лесов, в центре Каменниковского полуострова, образованным Рыбинском водохранилищем, в 1 км к северу от центра сельского поселения посёлка Каменники. В 2 км на юго-восток от посёлка стоит деревня Вараксино.

## Население
| 2007 | 2010 |
| ---- | ---- |
| 0    | →0   |

На 1 января 2007 года в посёлке Долгий Мох не числилось постоянных жителей.

## Инфраструктура
Личное подсобное хозяйство. Почтовое отделение, расположенное в посёлке Каменники, обслуживает в посёлке Долгий Мох 1 дом.

## Транспорт
Долгий Мох доступен автотранспортом. Через посёлок Юркино идёт дорога от Каменников на север к деревне Починок.